# AC'97

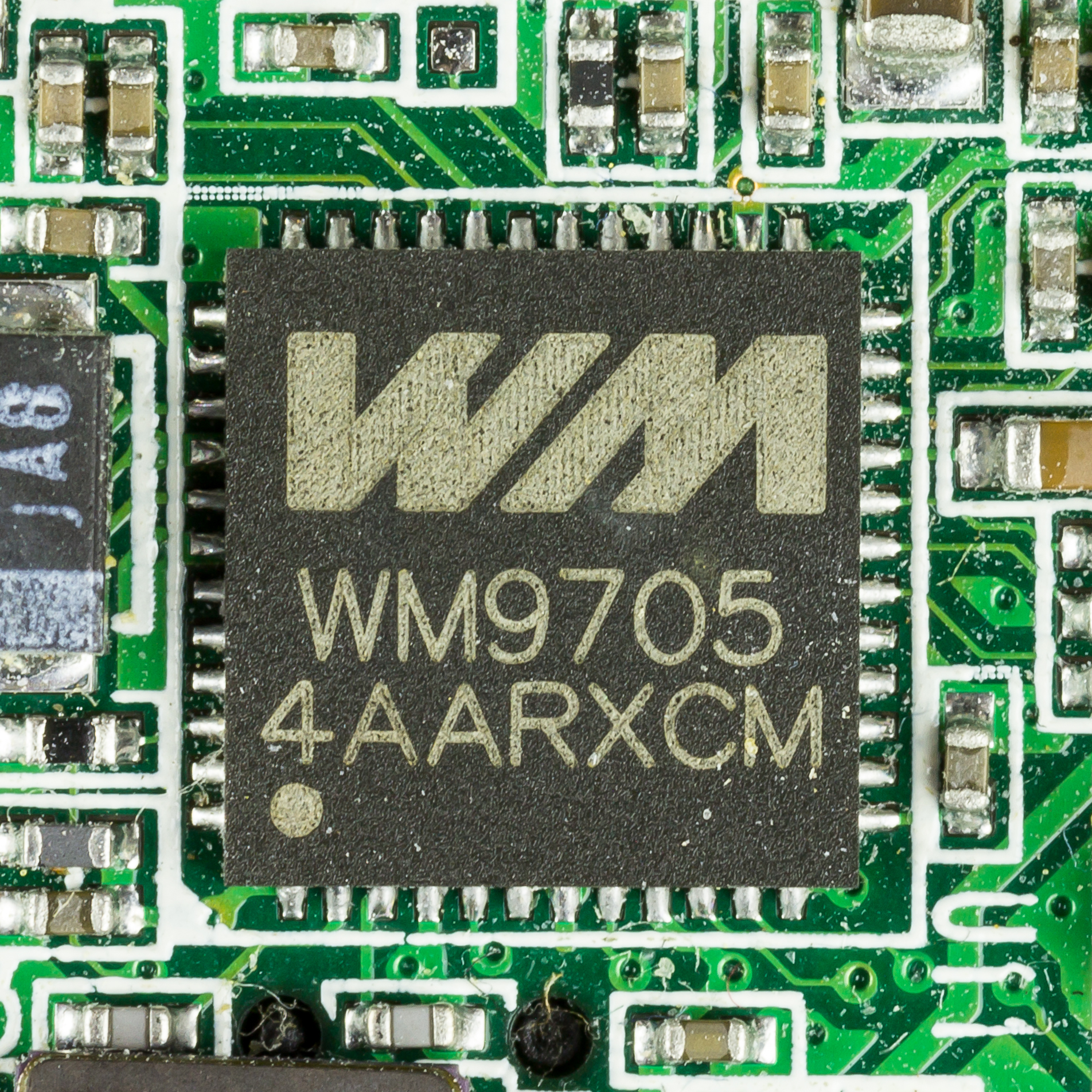
Chip multimedia con CODEC de audio AC'97 y controlador de pantalla táctil integrado.

AC'97 ( Audio Codec '97; también MC'97 para Modem Codec '97 ) es un estándar de códec de audio desarrollado por Intel Architecture Labs en 1997. El estándar se utilizó en placas base, módems y tarjetas de sonido . 
La especificación cubre dos tipos de componentes, y la interfaz digital "AC-link" para ellos:
1. Un controlador digital para el AC'97 (DC97), el cual está desarrollado para el puente sur del chipset, y
2. Un códec de audio y módem AC'97, disponible a partir de varios vendedores, el cual contiene los componentes analógicos de la arquitectura.

AC'97 define una arquitectura de audio de alta calidad, de 16 o 20 bits con soporte de sonido envolvente 5.1 para computadoras personales. AC'97 soporta índice de muestreo de 96 kHz con una resolución de 20 bits estéreo y un índice de muestreo de 48 kHz con una resolución de 20 bits estéreo para reproducción y grabación multicanal.
El audio integrado está implementado con el Códec AC'97 en la placa base, una tarjeta de Communication and Networking Riser (CNR), o un Audio/modem riser (AMR).
En 2004, Intel liberó Intel High Definition Audio (HD Audio) el cual es un sucesor que no es retrocompatible con AC'97. HD El audio tiene la capacidad para definir hasta 15 canales de producción, pero en la práctica, muchas placas base proporcionan no más de 8 canales (7.1 sonido envolvente).

## Revisiones
AC'97 ha tenido varias revisiones:
- AC'97 1.x indica una operación con un índice de muestreo fijo de 48KHz (característica no extendida al conjunto)
- AC'97 2.1 indica un conjunto de características de audio extendido (índice de muestreo variable u opcional, multicanal, etc.)
- AC'97 2.2 indica audio extendido, con soporte mejorado de audio, y S/PDIF opcional
- AC'97 2.3 indica información de configuración extendida y soporte opcional de sensores de conectores.

AC'97 revisión 2.3 habilita Plug and Play para el usuario final. Esta revisión proporciona medios para que el códec audio suministre datos paramétricos sobre su interfaz analógica tal como Intel High Definition Audio.

## AC-Link
El AC-link es un enlace digital que conecta el DC97 (el controlador) con el códec audio. Está compuesto de cinco cables: el reloj de 12.288 MHz (clock), una señal de sincronismo de 48 kHz (sync), una señal de reset, y dos cables de datos que llevan el dato de audio real: sdata_out y sdata_in. El primero de los cuatro son producciones del controlador, mientras sdata_in es la entrada del códec. El enlace lleva datos serie bidireccionales con una tasa de bits fija (12.288 Mbit/s) entre el controlador y uno o más códecs.
Cada stream de 12.288 Mbit/s está dividido en frames de 256 bits (la frecuencia del frame es 48 kHz). Esto es por lo tanto un esquema de multiplexión por división de tiempo (TDM).
Cada frame está subdividido en 13 ranuras. La primera (ranura 0) es de 16 bits y contiene banderas de validez para las ranuras restantes, mientras los restantes 240 bits están divididos en doce ranuras de 20 bits (ranuras 1-12), utilizadas como ranuras de datos.
Las ranuras 1, 2 y 12 se usan para datos que no son audio, mientras que las ranuras 3–11 llevan hasta nueve canales de señales de audio PCM. Normalmente, se usan seis canales para sonido envolvente 5.1, y tres canales para uso de un módem. Aun así, las ranuras pueden ser combinadas para proporcionar un índice de muestreo de 96 kHz para los canales L, R y C.
Índices de muestreo más bajos (como 44.1 kHz) se implementan utilizando handshaking entre el controlador y el códec que ignora datos durante frames seguros. Esta capacidad depende del códec. Alternativamente, la conversión de índice de la muestreo podría mejorarse en el DC97 (controlador) o en el software del controlador.

## Chips de códec
Los chips de códec tienen una interfaz AC'97 en un lado y una interfaz de audio analógica en el otro. Suelen ser chips cuadrados pequeños con 48 pines (empaquetado QFP de 48 pines). Son D/A y A/D o solo D/A.
- Analog Devices AD1819B, 1881A, 1885, 1886, 1887, 1980, 1981, 1985
- AKM (Asahi Kasei Microsystems) AK 4540, 4543, 4544A, 4545
- Avance Logic ALC201A, ALC202/A, ALC650, ALC655, ALC658, ALC101, ALC202A, ALC250, ALC850, ALC888
- Conexant Cx20468 (con un módem)
- Cirrus Logic CrystalWare 4236, CrystalClear SoundFusion CS4297, CS4299
- Crystal Semiconductors CS4205, CS4202
- C-Media CMI9738, 9739, 9761, 9880
- ESS ES1988 (con un módem)
- Empia EMP202 (2 canales, DAC de 20 bits y ADC de 20 bits, CODEC de audio estéreo compatible con AC'97 2.2 full duplex)
- Intersil HMP9701 (obsoleto, frecuencia de muestreo fija de 48 kHz)
- National Semiconductor LM4550, LM49321, LM49350, LM49352
- Philips UCB 1400 (con controlador de pantalla táctil)
- Realtek ALC5610 ALC5611[3][4][5]
- SigmaTel (ahora IDT) C-Major STAC 9460 (D/A only), 9461, 9462, 9463, 9200, 9202, 9250, 9251, 9220, 9221, 9223, 9750
- Silicon Image Si3024 (solo mono)
- TriTech Microelectronics TR28022, 28026
- Yamaha YMF 743, 752, 753
- VIA VT1612, VT1616 (VIA Six-TRAC Vinyl Audio)
- Winbond W83971
- Wolfson Microelectronics WM9701, WM9703, WM9704, WM9705 (con pantalla táctil), WM9707, WM9708, WM9709 (DAC only), WM9711, WM9712 (con pantalla táctil), WM9713 (con pantalla táctil), WM9714

## Conector del panel frontal
Las placas base de las computadoras a menudo proporcionan un conector para llevar señales de micrófono y auriculares al panel frontal de la computadora con un conector jack de color estándar. Intel proporciona una especificación para ese pin header; las asignaciones de señales son diferentes para AC'97 e Intel High Definition Audio

## Soporte del sistema operativo
AC'97 es compatible con la mayoría de los sistemas operativos, como Windows y Linux. Bajo DOS, las aplicaciones acceden al hardware de sonido directamente en lugar de a través del sistema operativo, y la mayoría de las aplicaciones de DOS no son compatibles con AC'97. Las versiones de 64 bits de Windows 7 y posteriores requieren un controlador de terceros para la compatibilidad con AC'97.